# Diputación Permanente
La Diputación Permanente es el órgano constituido en cada una de las cámaras parlamentarias (Cortes Generales de España y parlamentos autonómicos) para cumplir las funciones del mismo mientras se encuentra cerrado el periodo de sesiones. Para las Cortes Generales está compuesta por un mínimo de 21 miembros, que representarán a los grupos parlamentarios, en proporción a su importancia numérica.

## Según la Constitución de 1978
El artículo 78 de la Constitución Española prevé la existencia de una diputación permanente en cada una de las cámaras de las Cortes. La constitución establece que la diputación permanente deberá estar compuesta por un mínimo de veintiún miembros, que representarán a los grupos parlamentarios, en proporción a su importancia numérica, y su presidente será el presidente de la cámara respectiva. Las funciones de la diputación permanente son:
- Solicitar la reunión de las Cámaras en sesión extraordinaria.
- Asumir las facultades que correspondan a las Cámaras en materia de decretos-ley y de estados de alarma, excepción y de sitio, en caso de que aquellas hubieren sido disueltas o hubiere expirado su mandato.
- Velar por los poderes de las Cámaras cuando éstas no estén reunidas.
- Dar cuenta de los asuntos tratados y las decisiones de la cámara respectiva cuando ésta esté reunida.

Expirado el mandato, o en cese por disolución, las Diputación Permanente seguirán ejerciendo sus funciones hasta la Constitución de las nuevas Cortes Generales.

## Según la Constitución de 1931
La Diputación Permanente de Cortes aparece regulada en el artículo 62:

Art. 62. El Congreso designará de su seno una Diputación Permanente de Cortes, compuesta, como mínimo, de 21 representantes de las distintas facciones políticas en proporción a su fuerza numérica.
Esta Diputación tendrá por presidente al que lo sea del Congreso y entenderá:
1.º De los casos de suspensión de garantías constitucionales previstos en el artículo 42.
2.º De los casos a que se refiere el artículo 80 de esta Constitución relativos a los decretos-leyes. ["Art. 80. Cuando no se halle reunido el Congreso, el presidente, a propuesta y por acuerdo unánime del Gobierno y con la aprobación de los dos tercios de la Diputación Permanente, podrá estatuir por decreto sobre materias reservadas a la competencia de las Cortes, en los casos excepcionales que requieran urgente decisión, o cuando lo demande la defensa de la República. Los decretos así dictados tendrán sólo carácter provisional y su vigencia estará limitada al tiempo que tarde el Congreso en resolver o legislar sobre la materia"] 
3.º De lo concerniente a la detención y procesamiento de los diputados.
4.º De las demás materias en que el reglamento de la Cámara le diere atribución.

## Composición
- Composición de las Diputaciones permanentes en la XI legislatura de España
- Composición de las Diputaciones permanentes en la XII legislatura de España